# Estación Vallejuelos (Metrocable de Medellín)
La Estación Vallejuelos es una estación intermedia del  Metrocable de Medellín, ubicada en la Línea J del SITVA (Sistema Integrado de Transporte del Valle de Aburrá). Esta estación de  Metrocable abarca, la Comuna 13 (San Javier) y Comuna 7 (Robledo), y el corregimiento de San Cristóbal.

## Diagrama de la estación
| NIVEL 2  |                                                       |       |                  |
|          | Plataforma lateral, las puertas se abren a la derecha |       |                  |
| Sur      | ← hacia Estación Juan XXIII (Estación San Javier)     | Norte |                  |
| Sur      | → hacia Estación La Aurora (Terminal)                 | Norte |                  |
|          | Plataforma lateral, las puertas se abren a la derecha |       |                  |
|          |                                                       |       |                  |
|          | Entrepiso                                             |       |                  |
| SUELO    |                                                       |       | Salida / Entrada |
| SOTANO 1 |                                                       |       |                  |